# Phyllomedusa bicolor
Phyllomedusa bicolor är en groddjursart som först beskrevs av Pieter Boddaert 1772.  Phyllomedusa bicolor ingår i släktet Phyllomedusa och familjen lövgrodor. IUCN kategoriserar arten globalt som livskraftig. Inga underarter finns listade i Catalogue of Life.